# Авария на АЭС Сен-Лоран-дез-О (1980)

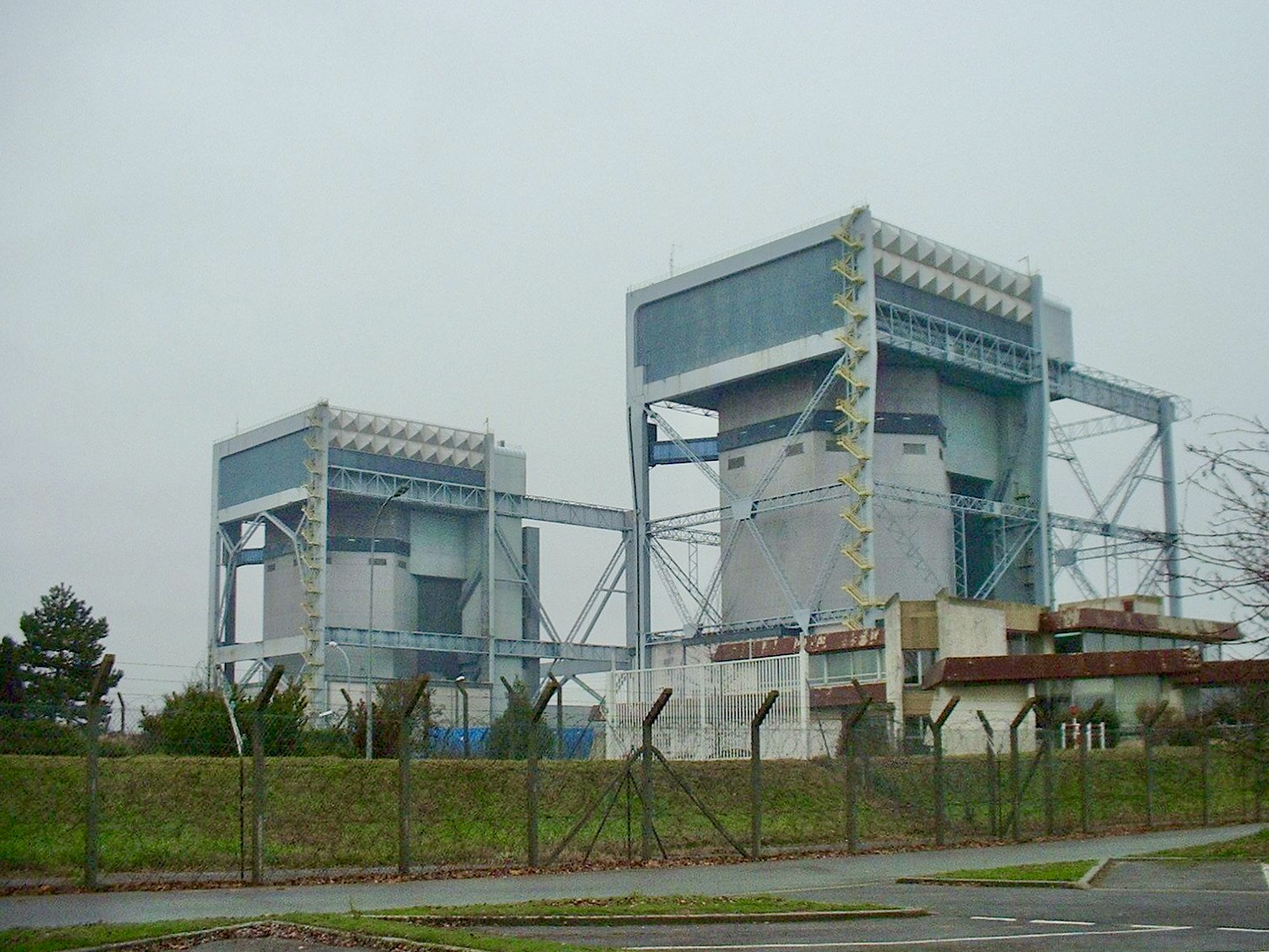
Остановленные блоки SLA1 и SLA2

Авария на АЭС Сен-Лоран-дез-О (Saint-Laurent-des-Eaux) — самый тяжёлый радиационный инцидент на ядерных объектах Франции, оценивается 4 уровнем по шкале INES.

## Авария и её причины
Инцидент произошёл 13 марта 1980 года на втором блоке (SLA-2), оснащённом графито-газовым реактором UNGG (Uranium Naturel Graphite Gaz) мощностью 500 МВт, работающем на природном уране и охлаждаемым углекислым газом.
В 17 часов 40 минут реактор был автоматически заглушен из-за резкого повышения активности. Было выяснено, что произошло частичное расплавление активной зоны, вызванное коррозией конструкционных элементов топливных каналов. Расплавились 2 твэла (в общей сложности 20 кг урана).

## Последствия аварии
В течение 29 месяцев проводились работы по очистке реактора от расплавленного топлива, в которых участвовало около 500 человек.
В процессе ликвидации аварии был произведён вынужденный контролируемый выброс радиоактивного иода в атмосферу (в объёме 0,37 ГБк). Предполагается также утечка плутония в бассейн Луары в размере 0,7 ГБк (что эквивалентно 0,3 г плутония-239).
Блок SLA-2 окончательно вернулся в строй только в 1983 году, но его мощность была ограничена 450 МВт (эл.). Блок был закрыт в 1992 году.